# کلاین رهایده
کلاین رهایده (به آلمانی: Klein Rheide) یک شهر در آلمان است که در اشلسویگ-فلنسبورگ واقع شده‌است. کلاین رهایده  ۳۳۶ نفر جمعیت دارد.